# Ypthima rakoto
Ypthima rakoto är en fjärilsart som beskrevs av Ward 1870. Ypthima rakoto ingår i släktet Ypthima och familjen praktfjärilar. Inga underarter finns listade i Catalogue of Life.